# Wilfrid Andrews
Wilfrid Andrews (ur. 15 stycznia 1892 w Londynie, zm. 18 lutego 1975 tamże) – brytyjski biznesmen, prezydent FIA w latach 1965–1971.

## Życiorys
Wilfrid Andrews urodził się w Londynie i od najmłodszych lat interesował się automobilizmem. Przez niemal całe życie działał w Royal Automobile Club, którego w latach 1945–1972 był prezesem. W 1965 roku został mianowany prezydentem FIA, będąc tym samym pierwszym Brytyjczykiem piastującym to stanowisko, które pełnił do 1971 roku.
W czasie prezydentury główne obawy Andrewsa leżały w sferze codziennej kierowców i miał on zbyt mało entuzjazmu dla sportu samochodowego. Zdaniem Andrewsa Royal Automobile Club i FIA nie były przedsiębiorstwami, lecz dostawcami usług. Spowodowało to napięcie w chwili, kiedy wyścigi samochodowe zaczęły być przestrzegane jako biznes i rynek handlowy. Jego brak posługiwania się językiem francuskim dawał federacji szansę dalszych postępów w języku angielskim.
Wilfrid Andrews zmarł 18 lutego 1975 w Londynie w wieku 83 lat.